# Ercolania margaritae
Ercolania margaritae is een slakkensoort uit de familie van de Limapontiidae. De wetenschappelijke naam van de soort is voor het eerst geldig gepubliceerd in 1974 door Burn.